# Anzia niuginiensis
Anzia niuginiensis är en lavart som beskrevs av Elix. Anzia niuginiensis ingår i släktet Anzia och familjen Parmeliaceae.   Inga underarter finns listade i Catalogue of Life.